# Michael Kitchen
Michael Kitchen (Leicester, 31 ottobre 1948) è un attore britannico.
È sposato con Rowena Miller dal 1988 ed hanno due figli.

## Filmografia parziale

### Cinema
- Morte di un professore (Unman, Wittering and Zigo), regia di John Mackenzie (1971)
- 1972: Dracula colpisce ancora! (Dracula A.D. 1972), regia di Alan Gibson (1972)
- Breaking Glass, regia di Brian Gibson (1980)
- La mia Africa (Out of Africa), regia di Sydney Pollack (1985)
- La casa del destino (Foold of Fortune), regia di Pat O'Connor (1990)
- La casa Russia (The Russia House), regia di Fred Schepisi (1990)
- Un incantevole aprile (Enchanted April), regia di Mike Newell (1991)
- L'ostaggio (Hostage), regia di Robert Young (1992)
- The Trial, regia di David Hugh Jones (1993)
- GoldenEye, regia di Martin Campbell (1995)
- Mrs. Dalloway, regia di Marleen Gorris (1997)
- Complotto a Stoccolma (Sista kontraktet), regia di Kjell Sundvall (1998)
- Il mondo non basta (The World Is Not Enough), regia di Michael Apted (1999)
- Rapimento e riscatto (Proof of Life), regia di Taylor Hackford (2000)
- Marilyn (My Week with Marilyn), regia di Simon Curtis (2011)

### Televisione
- Z Cars - serie TV, 2 episodi (1971)
- The Brontës of Haworth - miniserie TV (1973)
- The Early Life of Stephen Hind - serie TV, 3 episodi (1974)
- Freud - miniserie TV (1984)
- To Play the King - miniserie TV (1993)
- Delitto di stato (Fatherland), regia di Christopher Menaul - film TV (1994)
- The Buccaneers - miniserie TV (1995)
- The Hanging Gale - serie TV, 4 episodi (1995)
- Avventure nei mari del nord (Kidnapped), regia di Ivan Passer - film TV (1995)
- Oliver Twist - miniserie TV (1999)
- Foyle's War - serie TV, 28 episodi (2002-2015)
- The Life of Rock with Brian Pern - serie TV, 8 episodi (2014-2016)

## Doppiatori italiani
Nelle versioni in italiano delle opere in cui ha recitato, Michael Kitchen è stato doppiato da:
- Saverio Indrio in GoldenEye, Il mondo non basta, Rapimento e riscatto
- Gianni Giuliano in Terra di nessuno
- Mario Valgoi in Re Lear
- Giuseppe Pambieri in La commedia degli errori
- Giorgio Lopez in La mia Africa
- Marco Mete in La casa Russia
- Mino Caprio in Un incantevole aprile
- Sergio Graziani in L'ostaggio
- Luigi Montini in Delitto di stato
- Emilio Bonucci in Mrs. Dalloway
- Stefano De Sando in Marilyn
- Roberto Chevalier in Re Lear (ridoppiaggio)
- Maurizio Micheli in La commedia degli errori (ridoppiaggio)